# Diana (film)
Diana is een film uit 2013 over de Britse prinses Diana Spencer (1961-1997). Het verhaal is gebaseerd op het boek Diana: Her Last Love, geschreven door Stephen Jeffreys. De titelrol wordt gespeeld door Naomi Watts. De wereldpremiere van de film vond plaats op 5 september 2013.

## Verhaal
De film concentreert zich op de laatste twee jaar van het leven van de prinses, wanneer ze inmiddels gescheiden is van Prins Charles. De film beschrijft hoe ze de Brits-Pakistaanse hartchirurg Hasnat Khan leert kennen, en zet hem neer als de liefde van haar leven. Ze ontmoeten elkaar regelmatig in het geheim, en weten de roddelpers regelmatig op slinkse wijze te ontwijken. Diana leeft door haar relatie met Khan op, en raakt door hem onder meer geïnspireerd om zich in te zetten tegen landmijnen. Khan kan echter niet omgaan met de eeuwige druk van de aandacht (en bijbehorende paparazzi) die steevast naar Diana uitgaat. De relatie wordt verbroken, en Diana zoekt haar toevlucht tot miljonairszoon Dodi Al-Fayed om haar liefdesverdriet te verwerken. Dit wordt haar enkele weken later fataal, wanneer ze in Parijs een dodelijk ongeluk krijgt.